# Matriz antissimétrica
Uma matriz antissimétrica é aquela cuja matriz transposta coincide com sua matriz oposta, isto é, {\displaystyle A^{T}=-A.}
Equivalentemente, os termos {\displaystyle a_{ij}} satisfazem:
{\displaystyle a_{ij}=-a_{ji}}
Disso decorre que os termos da diagonal principal obrigatoriamente devem ser nulos (exceto no caso de matrizes sobre um anel com característica dois) pois:
{\displaystyle a_{ii}=-a_{ii}}

## Exemplo

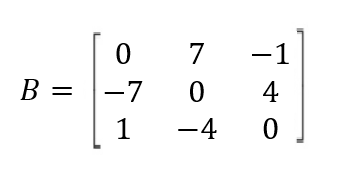
Matriz B antissimétrica

Os elementos diagonais da matriz B3 são zeros e os elementos simétricos têm sinal oposto